# Drumul european E511
Drumul european 511 este un drum care leagă Courtenay de Troyes. Acesta utilizează autostrăzile A19 și A5.

## Traseu
| Franța |                      |           |                              |
|        | Traseu               |           | Intersecții Drumuri Europene |
| A19    | Courtenay - Chevilly | Courtenay | E15 E60                      |
| A5     | Chevilly - Troyes    | Sens      | E54                          |
| A5     | Chevilly - Troyes    | Troyes    | E17 E54                      |